# Mieczysław Obtułowicz
Mieczysław Jan Obtułowicz (ur. 22 listopada 1902 w Żywcu, zm. 5 października 1970 w Krakowie) – polski lekarz, profesor Akademii Medycznej w Krakowie.

## Życiorys
W 1920 ukończył Gimnazjum św. Anny w Krakowie. W 1927 został doktorem wszech nauk medycznych na UJ. W latach 1929–1933 studiował na Wydziale Prawa UJ. Stopień magistra prawa uzyskał w 1933, odbył także kurs wychowania fizycznego.
Od 1925 do 1930 pracował jako asystent w Zakładzie Fizjologii UJ. Od 1930 do 1931 odbywał służbę wojskową w Szkole Podchorążych rezerwy Sanitarnej. Od 1931 pracował w Klinice Dermatologicznej UJ. W 1938 habilitował się na Wydziale Lekarskim UJ, na podstawie pracy: "O zachowaniu się niektórych lipoidów w surowicy krwi i w skórze osób dotkniętych wypryskiem łojotokowym". Od 1938 był docentem. Był pionierem alergologii w Polsce – otworzył przy KD UJ pierwszą w kraju przychodnię dla schorzeń alergicznych.
Podczas kampanii wrześniowej służył jako lekarz; został ciężko ranny pod Janowem Lubelskim. Za okupacji pracował jako lekarz, najpierw przy RGO, a później przy Ubezpieczalni Społecznej.
Po zakończeniu wojny ponownie zatrudniony w Klinice Dermatologii UJ. W 1946 założył Polski Związek Walki z Astmą i Innymi Schorzeniami Alergicznymi. W 1954 został profesorem nadzwyczajnym. W 1955 mianowany na kierownika Oddziału Alergologicznego Instytutu Medycyny Wewnętrznej Akademii Medycznej. W 1967 wybrany został prezesem sekcji alergologicznej Polskiego Towarzystwa Lekarskiego w Krakowie.
Na jego drukowany dorobek naukowy składa się kilkadziesiąt prac, przede wszystkim z zakresu dermatologii, alergologii i wenerologii. Był członkiem Europejskiej Akademii Alergologii i Międzynarodowego Towarzystwa Alergologicznego.
Pochowany na cmentarzu w Żywcu.